# W Wish
W Wish (яп. W〜ウイッシュ〜 дабуру ~уиссю~, Двойное желание) — аниме-сериал, созданный студией Trinet Entertainment. Транслировался по телеканалу TVK как продолжение сериала Final Approach с 7 октября 2004 года по 6 января 2005 года. Сериал был создан на основе одноимённой игры для Playstation 2, выпущенной компанией Princess Soft.

## Сюжет
У Дзюнны Тоно есть сестра-близнец по имени Сэнна Тоно. Он обыкновенный студент Частной высшей школы Сакурахама. В прошлом из-за транспортной аварии потерял родителей и память. С этого момента Дзюнна живёт со своей сестрой и за ним порой ухаживают ближайшие родственники.
Сегодня жизнь и учёба с сестрой в одной и тоже школе настолько приятна, что парень спокойно может позабыть о своём тяжёлом прошлом. Тем не менее, к Дзюнне возвращаются воспоминания, которые он потерял после аварии. Парня начинает беспокоить прошлое, настоящее и будущее. Выясняется, что Сэнны вовсе не существует в настоящем мире, а они оба живут в вымышленном мире, которые сами придумали. А Дзюнна вспоминает, что его родители всё ещё живы и его настоящая сестра — Харухи, которая уже долго ищет брата, после того, как он таинственным образом исчез. Дзюнна вынужден принять сложное решение — жить дальше в вымышленном мире с Сэнной, или жить в настоящем мире с его родителями и настоящей сестрой.

## Список персонажей
Дзюнна Тоно (яп. 遠野 潤和 То:но Дзюнна) — главный герой сериала. Очень популярен в своём классе. После аварии потерял память о прошлом и в дальнейшем спокойно жил вместе с Сэнной. Однако вскоре к нему начала развращаться память, и Дзюнна был вынужден принять сложное решение — жить дальше в вымышленном мире с Сэнной, или жить в настоящем мире с его родителями и настоящей сестрой Харухи.
Сэйю: Дзюн Фукуяма
Сэнна Тоно (яп. 遠野 泉奈 То:но Сэнна) — сестра-близнец Дзюнны. Она живёт вместе со своим братом. Дзюнна и Сэнна доверяют и полагаются друг на друга. Сэнна очень любит брата и называет его «Они-тян» (Братик). Однако существование Сэнны ставится под сомнение, так как она не существует в реальном мире, а только в мире, который она и Дзюнна создали по собственному желанию, так как они оба хотели, чтобы Сенна существовала. Родители Дзюнны и его настоящая сестра-близнец Харухи не могут существовать в этом мире. В мире Сэнны, Харухи становится подружкой детства Дзюнны. Сэнна должна была тоже стать настоящей сестрой-близнецом Дзюнны, но не родилась. К концу сериала Сэнна становится будущей младшей сестрой в настоящем мире.
Сэйю: Ай Симидзу
Сана Фудзиэ (яп. 藤枝 彩夏 Фудзиэ Сана) — ученица первого класса средней школы, член клуба «Литература и помощь». Очень яркая и весёлая, старается всем помогать, но в конечном счёте делает окружающим только хуже.
Сэйю: Томоко Канэда
Акино Иида (яп. 飯田 秋乃 Иида Акино) — одноклассница Дзюнны. Она помешана на сверхъестественном, хотя ужасно этого боится.
Сэйю: Юка Нанри
Харухи Инохара (яп. 井ノ原 春陽 Инохара Харухи) — подруга детства Дзюнны, очень привязана к нему. Она переходит в школу, где учится Дзюнна. Но позже выясняется, что в реальном мире она является его настоящей сестрой. Она не должна существовать в вымышленном мире и отправилась на поиски Дзюнны, который исчез в настоящем мире.
Сэйю: Рёко Синтани
Томокадзу Кисида (яп. 岸田 智一 Кисида Томокадзу) — друг Дзюнны. Брат-близнец Томо.
Сэйю: Ёсинори Фудзита
Томо Кисида (яп. 岸田 智 Кисида Томо) — сестра-близнец Томокадзу и подруга Дзюнны. Она выглядит всегда очень серьёзно. Она также является хранителем времени.
Сэйю: Мию Мацуки
Цубаса Отори (яп. 鳳 つばさ Отори Цубаса) — самая популярная в школе, своеобразный «школьный идол». Она красивая, интеллигентная и из богатой семьи. Входит в состав клуба «Помощь и Литература».
Сэйю: Саэко Тиба

## Список серий
|    |                                                                                 |                 |  |  |
| 01 | Дзюнна и Сэнна «Дзюнна то Сэнна» (潤和と泉奈)                                   | 3 октября 2004  |  |  |
| 02 | Клуб помощи «Тасукэтэ, о-тасукэ курабу» (助けて お助けクラブ)                   | 10 октября 2004 |  |  |
| 03 | Ещё одна сестрёнка «Мо: итинин но имо:то» (もう一人の妹)                        | 17 октября 2004 |  |  |
| 04 | Давящее беспокойство «Осиёсэру фуан» (押し寄せる不安)                           | 24 октября 2004 |  |  |
| 05 | Ночь перед фестивалем летней сакуры… «Сакура нацу гива дзэнъя…» (桜夏際前夜...) | 31 октября 2004 |  |  |
| 06 | Воспоминания среди тьмы «Ями но нака но киоку» (闇の中の記憶)                   | 7 ноября 2004   |  |  |
| 07 | Лето! Море! Купальники!! «Нацу да! Уми да! Мидзуги да!!» (夏だ!海だ!水着だ!!)   | 14 ноября 2004  |  |  |
| 08 | Альбом воспоминаний «Омоидэ но арубаму» (思い出のアルバム)                      | 21 ноября 2004  |  |  |
| 09 | Спрятанное прошлое «Какусарэта како» (隠された過去)                             | 28 ноября 2004  |  |  |
| 10 | Искажающийся мир «Югами юку сэкай» (歪みゆく世界)                               | 5 декабря 2004  |  |  |
| 11 | Истина Сэнны «Сэнна но синдзицу» (泉奈の真実)                                   | 12 декабря 2004 |  |  |
| 12 | Неминуемый выбор «Сэмарарэру сэнтаку» (迫られる選択)                            | 19 декабря 2004 |  |  |
| 13 | Три желания «Мицу но омои» (三つの思い)                                         | 26 декабря 2004 |  |  |

## Музыка
- Открытие: «KIZUNA» исполняла: Ayane
- Концовка: «Omoide good night» исполняли: tiaraway